# Mandevilla emarginata
Mandevilla emarginata là một loài thực vật có hoa trong họ La bố ma. Loài này được (Vell.) C.Ezcurra mô tả khoa học đầu tiên năm 1992.